# Alegeri legislative în Bulgaria, 2023
Alegerile legislative din Bulgaria din 2023 au avut loc pe 2 aprilie 2023 pentru a alege membri Adunării Naționale. Inițial, alegerile erau programate pentru toamna lui 2026, dar președintele Rumen Radev, a anunțat în ianuarie 2023 noi alegeri anticipate deoarece niciun guvern nu a putut fi format.
GERB—SDS a câștigat alegerile, urmată îndeaproape de PP–DB. ITN a reintrat, de asemenea, în parlament după ce pierduseră toate mandatele la alegerile din 2022.

## Fundal
Parlamentul format ca urmare a alegerilor legislative din 2022, care a rămas fragmentat, a rezultat într-un final într-o organizare fără precedent de o a patra rundă de alegeri anticipate deoarece niciun partid nu a putut forma o coaliție și un guvern. Bulgaria Ridică-te și Renașterea, care împreună au 39 de locuri în parlament, sunt considerate ca fiind eurosceptice și pro-ruse, la fel și Partidul Socialist Bulgar (BSP) care are 25 de locuri. GERB și Mișcarea pentru Drepturi și Libertăți nu au o majoritate împreună, ocupând doar 103 locuri din cele 121 necesare. Deși în general pro-UE, partidele rămase și alianțele cu locuri s-au opus guvernului trecut al lui Boiko Borisov și au refuzat orice posibilitate de coaliție cu GERB din cauza dezacordurilor privind corupția.
Pe 18 octombrie 2022, Borisov a anunțat că încercările sale de a intermedia un guvern de coaliție înainte de prima ședință a noii Adunări au eșuat. A doua zi, Adunarea nu a reușit să aleagă un purtător de cuvânt în timpul primei sale ședințe, fiind pentru prima dată când s-a întâmplat acest lucru. După multiple încercări eșuate, Adunarea și-a ales cel mai vechi membru al său, deputatul GERB Vezhdi Rashidov, în calitate de purtător de cuvânt la 21 octombrie, după ce acesta a fost nominalizat de Kornelia Ninova, liderul BSP, drept candidat de consens.
Blocajul pentru formarea unui nou guvern a persistat în lunile octombrie și noiembrie 2022 și înainte de a fi dat primul sau al doilea mandat, președintele Rumen Radev a declarat că va amâna predarea celui de-al treilea mandat pentru formarea guvernului până după Anul Nou, astfel încât să amâne alegerile până în martie 2023 și să evite cea mai grea perioadă de iarnă. Pe 2 decembrie, Radev a declarat că va preda mandatul guvernamental câștigătorului alegerilor, GERB, lunea următoare. Pe 5 decembrie, Radev a acordat primul mandat nominalizatului GERB, Nikolai Gabrovski. O săptămână mai târziu, pe 12 decembrie, Gabrovski a propus un nou guvern. Guvernul său a fost respins de Parlament (113 „pentru”, 125 „împotrivă”, 2 absențe) două zile mai târziu, pe 14 decembrie, doar deputații din DPS și BV votând pentru, alături de GERB. Mai târziu, Radev i-a dat mandatul lui Ninova, deși ea a refuzat să formeze un guvern într-un parlament fragmentat și blocat. Observatorii au atras deja atenția asupra unor noi alegeri anticipate care vor avea loc în 2023, deoarece nu ar putea fi format un nou guvern.

## Sistem electoral
Cei 240 de membri ai Adunării Naționale sunt aleși prin reprezentare proporțională pe listă deschisă din 31 de circumscripții plurinominale, cu dimensiuni cuprinse între 4 și 16 locuri. Pragul electoral este de 4% pentru partide, cu locurile alocate după metoda celui mai mare rest.
Radev a anunțat că va dizolva parlamentul pe 3 febuarie pentru a programa noile alegeri anticipate pe 2 aprilie 2023.

## Partide
În tabelul de mai jos sunt enumerate grupurile de partide politice reprezentate în cea de-a 48-a Adunare Națională.
| Nume                   | Nume       | Nume                                                                                   | Ideologie                    | Lider(i)                  | Rezultate 2022 | Rezultate 2022     | Guvernul Donev (interimar) |                    |
| Nume                   | Nume       | Nume                                                                                   | Ideologie                    | Lider(i)                  | Voturi (%)     | Locuri             | 2 august 2022              |                    |
| ---------------------- | ---------- | -------------------------------------------------------------------------------------- | ---------------------------- | ------------------------- | -------------- | ------------------ | -------------------------- | ------------------ |
|                        | GERB–SDS   | GERB-Uniunea Forțelor Democrate ГЕРБ-Съюз на демократичните сили                       | Conservatorism               | Boiko Borisov             | 24.5%          | 67 / 240           | Alegeri anticipate         | Alegeri anticipate |
|                        | PP-DB      | Continuăm Schimbarea-Bulgaria Democratică Продължаваме промяната–Демократична България | Pro-europenism Anticorupție  | Kiril Petkov Asen Vasilev | 19.2%          | 53 / 240           | Alegeri anticipate         | Alegeri anticipate |
| Conservatorism liberal | PP-DB      | Continuăm Schimbarea-Bulgaria Democratică Продължаваме промяната–Демократична България | Hristo IvanovAtanas Atanasov | 7.2%                      | 20 / 240       | Alegeri anticipate | Alegeri anticipate         |                    |
|                        | DPS        | Mișcarea pentru Drepturi și Libertăți Движение за права и свободи                      | Interesele minorității turce | Mustafa Karadayi          | 13.3%          | 36 / 240           | Alegeri anticipate         | Alegeri anticipate |
|                        | Renașterea | Renașterea Възраждане                                                                  | Naționalism                  | Kostadin Kostadinov       | 9.8%           | 27 / 240           | Alegeri anticipate         | Alegeri anticipate |
|                        | BSPzB      | BSP pentru Bulgaria БСП за България                                                    | Socialism democratic         | Kornelia Ninova           | 9.0%           | 25 / 240           | Alegeri anticipate         | Alegeri anticipate |
|                        | BV         | Ascensiunea Bulgară Български възход                                                   | Conservatorism național      | Stefan Yanev              | 4.5%           | 12 / 240           | Alegeri anticipate         | Alegeri anticipate |

### Partide și coaliții participante
Coalițiile care s-au înscris pentru a participa la alegerile parlamentare din 2023 și-ar putea modifica componența sau denumirea până pe 25 februarie 2023, în timp ce până pe 28 februarie, listele de candidați ar putea fi înregistrate la Comisia Electorală.
| #  | Partid sau coaliție | Partid sau coaliție                              | Partid sau coaliție                              | Partid sau coaliție                              | Ideologie                                   | Lider                     | Rezultate 2022        | Rezultate 2022        |
| #  | Partid sau coaliție | Partid sau coaliție                              | Partid sau coaliție                              | Partid sau coaliție                              | Ideologie                                   | Lider                     | Voturi (%)            | Locuri                |
| -- | ------------------- | ------------------------------------------------ | ------------------------------------------------ | ------------------------------------------------ | ------------------------------------------- | ------------------------- | --------------------- | --------------------- |
| 1  |                     | BSP pentru Bulgaria                              |                                                  | Partidul Socialist Bulgar                        | Social democrație Conservatorism social     | Kornelia Ninova           | 8.98%                 | 25 / 240              |
| 1  |                     | BSP pentru Bulgaria                              | Ecoglasnost                                      | Politică verde Ecologism                         | Emil Georgiev                               |                           | 8.98%                 | 25 / 240              |
| 1  |                     | BSP pentru Bulgaria                              | Clubul Politic Trakiya                           | Naționalism bulgar Interesele Traco-Bulgarilor   | Stefan Nachev                               |                           | 8.98%                 | 25 / 240              |
| 2  |                     | GERB—SDS                                         |                                                  | GERB                                             | Conservatorism Populism                     | Boiko Borisov             | 24.48%                | 67 / 240              |
| 2  |                     | GERB—SDS                                         | Uniunea Forțelor Democrate                       | Conservatorism național Creștin democrație       | Rumen Hristov                               |                           | 24.48%                | 67 / 240              |
| 3  |                     | Renașterea                                       | Renașterea                                       | Renașterea                                       | Ultranaționalism Populism de dreapta        | Kostadin Kostadinov       | 9.83%                 | 27 / 240              |
| 4  |                     | Există un Astfel de Popor                        | Există un Astfel de Popor                        | Există un Astfel de Popor                        | Populism Conservatorism social              | Slavi Trifonov            | 3.71%                 | 0 / 240               |
| 5  |                     | Partidul Popular "Adevăr și Numai Adevăr"        | Partidul Popular "Adevăr și Numai Adevăr"        | Partidul Popular "Adevăr și Numai Adevăr"        | Anti-vaccinare Ultranaționalism             | Ventsislav Angelov        | 0.10%                 | 0 / 240               |
| 6  |                     | Bulgaria Neutră                                  |                                                  | Rusofilii pentru Renașterea Patriei              | Rusofilie Conservatorism național           | Nikolay Malinov           | 0.25%                 | 0 / 240               |
| 6  |                     | Bulgaria Neutră                                  | Ataka                                            | Ultranaționalism Populism de dreapta             | Volen Siderov                               | 0.29%                     | 0 / 240               |                       |
| 6  |                     | Bulgaria Neutră                                  | Partidul Comunist Bulgar (1990)                  | Comunism Naționalism de stânga                   | Zonka Spasova                               | DNP                       | DNP                   |                       |
| 6  |                     | Bulgaria Neutră                                  | Partidul Comuniștilor Bulgari                    | Comunism Marxism–leninism                        | Conducere colectivă                         | DNP                       | DNP                   |                       |
| 7  |                     | Unificarea Națională Bulgară                     | Unificarea Națională Bulgară                     | Unificarea Națională Bulgară                     | Naționalism bulgar Conservatorism național  | Georgi Georgiev-Goti      | 0.06%                 | 0 / 240               |
| 8  |                     | Împreună                                         |                                                  | Partidul Verzilor                                | Politică verde Anticapitalism               | Vladimir Nikolov          | (Ascensiunea Bulgară) | (Ascensiunea Bulgară) |
| 8  |                     | Împreună                                         | Partidul Social Democrat                         | Social democrație Pro-europenism                 | Todor Barbolov                              | DNP                       | DNP                   |                       |
| 8  |                     | Împreună                                         | Doar o Bulgarie – Patrioții Uniți                |                                                  | Iva Miteva Dimitar Iliev                    | Nou                       | Nou                   |                       |
| 8  |                     | Împreună                                         | Mișcarea Candidaților Non-Partizani              | Democrație directă                               | Mincho Hristov                              | 0.40%                     | 0 / 240               |                       |
| 9  |                     | Uniunea Națională Bulgară – Noua Democrație      | Uniunea Națională Bulgară – Noua Democrație      | Uniunea Națională Bulgară – Noua Democrație      | Ultranaționalism Antiimigrație              | Boyan Rasate              | 0.07%                 | 0 / 240               |
| 10 |                     | Mișcarea Națională pentru Stabilitate și Progres | Mișcarea Națională pentru Stabilitate și Progres | Mișcarea Națională pentru Stabilitate și Progres | Populism Liberalism conservator             | Stanimir Ilchev           | DNP                   | DNP                   |
| 11 |                     | Uniunea Conservatoare de Dreapta                 | Uniunea Conservatoare de Dreapta                 | Uniunea Conservatoare de Dreapta                 | Conservatorism Național Populism de dreapta | Petar Moskov              | 0.19%                 | 0 / 240               |
| 12 |                     | Alianța PP–DB                                    |                                                  | Continuăm Schimbarea                             | Liberalism Anticorupție                     | Kiril Petkov Asen Vasilev | 19.52%                | 53 / 240              |
| 12 |                     | Alianța PP–DB                                    | Clasa de Mijloc Europeană                        | Liberalism economic Regionalism                  | Konstantin Bachiiski                        |                           | 19.52%                | 53 / 240              |
| 12 |                     | Alianța PP–DB                                    | Volt Bulgaria                                    | Federalism european Pro-europenism               | Nastimir Ananiev                            |                           | 19.52%                | 53 / 240              |
| 12 |                     | Alianța PP–DB                                    | Democrații pentru o Bulgarie Puternică           | Conservatorism Anticomunism                      | Atanas Atanasov                             | 7.19% (DB)                | 20 / 240              |                       |
| 12 |                     | Alianța PP–DB                                    | Da, Bulgaria!                                    | Liberalism Anticorupție                          | Hristo Ivanov                               | 7.19% (DB)                | 20 / 240              |                       |
| 12 |                     | Alianța PP–DB                                    | Mișcarea Verde                                   | Politică verde Liberalism verde                  | Vladislav Panev Dobromira Kostova           | 7.19% (DB)                | 20 / 240              |                       |
| 13 |                     | Mișcarea pentru Drepturi și Libertăți            | Mișcarea pentru Drepturi și Libertăți            | Mișcarea pentru Drepturi și Libertăți            | Interesele minorității turce Liberalism     | Mustafa Karadayi          | 13.29%                | 36 / 240              |
| 14 |                     | Stânga!                                          |                                                  | Ridică-te Bulgarie                               | Liberalism social Social democrație         | Maya Manolova             | 0.97%                 | 0 / 240               |
| 14 |                     | Stânga!                                          | Alternativa pentru Renașterea Bulgariei          | Social democrație Conservatorism social          | Rumen Petkov                                | (Ascensiunea Bulgară)     | (Ascensiunea Bulgară) |                       |
| 14 |                     | Stânga!                                          | Facțiune ex-BSP                                  | Social democrație                                | Valeri Zhablyanov                           | (BSPzB)                   | (BSPzB)               |                       |
| 14 |                     | Stânga!                                          | Mișcarea 21                                      | Social democrație Liberalism Verde               | Tatiana Doncheva                            | DNP                       | DNP                   |                       |
| 14 |                     | Stânga!                                          | Uniunea Agrară "Aleksandar Stamboliyski"         | Agrarianism Ecologism                            | Spas Panchev                                | DNP                       | DNP                   |                       |
| 14 |                     | Stânga!                                          | Linia Progresistă Bulgară                        | Socialism democratic                             | Krasimir Yankov                             | DNP                       | DNP                   |                       |
| 14 |                     | Stânga!                                          | Statul Normal                                    | Progresism Ecologism                             | Georgi Kadiev                               | DNP                       | DNP                   |                       |
| 15 |                     | Ascensiunea Bulgară                              | Ascensiunea Bulgară                              | Ascensiunea Bulgară                              | Conservatorism național Suveranism          | Stefan Ianev              | 4.62%                 | 12 / 240              |
| 16 |                     | Moralitate, Inițiativă și Patriotism             | Moralitate, Inițiativă și Patriotism             | Moralitate, Inițiativă și Patriotism             | Conservatorism social                       | Simeon Slavchev           | 0.17%                 | 0 / 240               |
| 17 |                     | Social Democrația Bulgară – Stânga Europeană     | Social Democrația Bulgară – Stânga Europeană     | Social Democrația Bulgară – Stânga Europeană     | Social democrație Pro-europenism            | Aleksandar Tomov          | 0.21%                 | 0 / 240               |
| 18 |                     | Uniunea Bulgară pentru Democrație Directă        | Uniunea Bulgară pentru Democrație Directă        | Uniunea Bulgară pentru Democrație Directă        | Democrație directă                          | Georgi Nedelchev          | 0.23%                 | 0 / 240               |
| 19 |                     | Vocea Poporului                                  | Vocea Poporului                                  | Vocea Poporului                                  | Populism Euroscepticism                     | Svetoslav Vitkov          | 0.24%                 | 0 / 240               |
| 20 |                     | Partidul Socialist „Calea Bulgară"               | Partidul Socialist „Calea Bulgară"               | Partidul Socialist „Calea Bulgară"               | Naționalism de stânga Euroscepticism        | Angel Dimov               | DNP                   | DNP                   |
| 21 |                     | Afară din UE și NATO                             |                                                  | Bulgaria Muncii și Scopului                      | Antioccidentalism Euroscepticism dur        | Georgi Manolov            | 0.10%                 | 0 / 240               |
| 21 |                     | Afară din UE și NATO                             | Competență, Responsibilitate și Adevăr           |                                                  | Svetozar Saev                               | (Doar o Bulgarie)         | (Doar o Bulgarie)     |                       |
| 21 |                     | Afară din UE și NATO                             | Națiunea                                         | Ultranaționalism Euroscepticism dur              | Kiril Gumnerov                              | Nou                       | Nou                   |                       |

## Campanie

### Campanie și sloganuri
Următoarea listă prezintă sloganurile oficiale de campanie ale unora dintre principalele partide care concurează la alegerile parlamentare din Bulgaria:
| Party or alliance | Party or alliance | Original slogan                       | English translation                   | Ref.   |
| ----------------- | ----------------- | ------------------------------------- | ------------------------------------- | ------ |
|                   | GERB–SDS          | «За стабилна България отново»         | "Pentru o Bulgarie stabilă din nou"   | [ 19 ] |
|                   | PP–DB             | «Има как и има кой»                   | "Există o cale și o opțiune"          | [ 20 ] |
|                   | DPS               | «Разум, отговорност, диалог»          | "Scop, Responsibilitate, Dialog"      | [ 21 ] |
|                   | Renașterea        | «Избери свобода»                      | "Alege libertatea"                    | [ 22 ] |
|                   | BSPzB             | «Благоденствие, солидарност, прогрес» | "Prosperitate, Solidaritate, Progres" | [ 23 ] |
|                   | BV                | «С разум за Бьлгария»                 | "Cu scop pentru Bulgaria"             | [ 24 ] |
|                   | ITN               | «Държавата - Това сте вие»            | "Tu ești statul"                      | [ 25 ] |

### Puterile constituționale ale președintelui
Unele partide politice din Bulgaria l-au acuzat pe președintele Radev că se amestecă în afacerile politice, precum și în politica internă a partidelor, ceea ce încalcă obligațiile constituționale. BSP, în special, l-a acuzat în mod constant pe președintele Radev și guvernul interimar de o presupusă amestecare în treburile interne ale partidului. BSP a trimis o plângere oficială către OSCE și APCE în care se susținea amestecul ilegal al guvernului interimar și al președintelui în politica lor internă, precum și campania electorală, după un interviu acordat de ministrul Justiției Krum Zarkov în care critica conducerea partidului. De asemenea, Alianța PP-DB l-a acuzat pe președinte că se amestecă după ce Radev le-a numit „partide ale războiului”, referindu-se la sprijinul lor de a trimite arme în Ucraina.
ITN, dimpotrivă, consideră că președintele ar trebui să aibă mai multe puteri în comparație cu rolurile actuale evidențiate în constituție, pledând chiar pentru o tranziție la o republică prezidențială, ITN solicitând organizarea unui referendum asupra deciziei.

### Anunțul de sancțiuni pentru Magnitsky
Pe 10 februarie 2023, Statele Unite au anunțat un nou grup de sancțiuni bazate pe Legea Magnitsky. Sancțiunile l-au vizat pe fostul ministru al Finanțelor din cel de-al doilea și al treilea guvern Borisov, Vladislav Goranov, fostul ministru al energiei din Guvernul Stanishev, Rumen Ovcharov, liderul Rusofililor pentru Renașterea Patriei, Nikolay Malinov, precum și doi foști șefi ai Centralei nucleare Kozlodui. Grupul a fost acuzat de corupție, management financiar defectuos și creșterea influenței Rusiei.
Anunțul a reamintit de problema corupției endemice a clasei politice din Bulgaria, precum și de relațiile strânse cu Rusia. Anunțul a provocat diferite reacții de la partidele politice și politicienii bulgari. Ministrul Afacerilor Interne în exercițiu, Ivan Demerdzhiev, a caracterizat sancțiunile ca „o palmă peste față” pentru sistemul judiciar din Bulgaria, arătând incapacitatea acestuia de-a stârpi corupția, în timp ce viceprim-ministrul fondurilor europene, Atanas Pekanov, și ministrul justiției, Krum Zarkov, au descris-o ca pe un semn al SUA că progresul nu a fost suficient de rapid pe tema reformei judiciare. Un mesaj similar a fost semnalat de membrii Alianței PP-DB, membrul DB din parlament, Atanas Slavov, spunând că noul pachet de sancțiuni arată eșecurile actualului procuror general, Ivan Geshev, și că această legătură există între GERB, DSP, și BSP datorită legăturilor anterioare sau actuale ale figurilor sancționate la acele partide.
O reacție mult mai prudentă a venit de la GERB și BSP. Borisov a insistat că partidul s-a îndepărtat de Goranov și a susținut că are informații că Statele Unite lucrează la sancțiuni împotriva co-liderilor PP, Petkov și Vasilev, pentru gestionarea financiară defectuoasă în timpul mandatului lor. Alte persoane din GERB, cum ar fi parlamentarul GERB Toma Bikov, insistă că trebuie furnizate dovezi înainte de a putea fi pronunțată orice judecată. BSP, din care Rumen Ovcharov rămâne membru, i-a dat voce lui Rumen Ovcharov la recentul Congres, la care a insistat că este nevinovat și că sancțiunile sunt menite să înrăutățească relațiile ruso-bulgare. Liderul Ascensiunii Bulgare, Stefan Ianev, a indicat ca nu crede ca noile sanctiuni vor avea un impact asupra viitoarelor alegeri, numindu-le un alt "scandal" care a subminat increderea intre partidele politice, el a sustinut insa ideea unei reforme judiciare „profunde” atâta timp cât a menținut ramura judiciară „independentă”.
Nikolay Malinov, liderul partidului Rusofilii pentru Renașterea Patriei, care concurează la alegeri în cadrul coaliției „Bulgaria Neutră”, insistă că nu a primit niciodată finanțare de la Rusia, așa cum pretindeau sancțiunile, și că el este „mândru” să fie inclus în listă, deoarece aceasta arăta opoziția sa față de influența SUA în Bulgaria.

### Acuzații de cumpărare de voturi
Ministrul de Interne în Guvernul Interimar, Ivan Demerdzhiev, a anunțat pe 17 februarie că se așteaptă la creșterea încercărilor de cumpărare de voturi în această campanie electorală, o întâlnire a directorilor regionali ai Ministerului de Interne fiind dedicată acestui subiect

## Sondaje de opinie
Reprezentarea grafică a datelor recalculate
Rezultatele sondajului de opinie de mai jos au fost recalculate din datele originale și exclud sondajele care au ales opțiunile „Nu voi vota” sau „Nu sunt sigur”.
| Sursă                                                    | Dată              | Eșantion         | GERB– SDS                                                 | PP-DB                                                     | PP-DB                                                     | DPS                                                       | Renașterea                                                | BSP                                                       | BV                                                        | VMRO                                                      | ITN                                                       | IS.BG/ Levitsata!                                         | NDSV                                                      | Alții                                                     | Niciuna din opțiuni                                       | Avans                                                     |     |      |      |      |      |      |     |     |   |     |     |     |  |  |     |
| Sursă                                                    | Dată              | Eșantion         | GERB– SDS                                                 | PP                                                        | DB                                                        | DPS                                                       | Renașterea                                                | BSP                                                       | BV                                                        | VMRO                                                      | ITN                                                       | IS.BG/ Levitsata!                                         | NDSV                                                      | Alții                                                     | Niciuna din opțiuni                                       | Avans                                                     |     |      |      |      |      |      |     |     |   |     |     |     |  |  |     |
| -------------------------------------------------------- | ----------------- | ---------------- | --------------------------------------------------------- | --------------------------------------------------------- | --------------------------------------------------------- | --------------------------------------------------------- | --------------------------------------------------------- | --------------------------------------------------------- | --------------------------------------------------------- | --------------------------------------------------------- | --------------------------------------------------------- | --------------------------------------------------------- | --------------------------------------------------------- | --------------------------------------------------------- | --------------------------------------------------------- | --------------------------------------------------------- | --- | ---- | ---- | ---- | ---- | ---- | --- | --- | - | --- | --- | --- |  |  | --- |
| Sursă                                                    | Dată              | Eșantion         | GERB– SDS                                                 | Alegerile din 2023                                        | 2 Apr 2023                                                | DPS                                                       | Renașterea                                                | BSP                                                       | BV                                                        | VMRO                                                      | ITN                                                       | IS.BG/ Levitsata!                                         | NDSV                                                      | Alții                                                     | Niciuna din opțiuni                                       | Avans                                                     | N/A | 26.5 | 24.5 | 24.5 | 13.7 | 14.2 | 8.9 | 3.1 | – | 4.1 | 2.2 | 0.3 |  |  | 2.0 |
| Sursă                                                    | Dată              | Eșantion         | Trend                                                     | 22–29 Mar 2023                                            | 1,004                                                     | 26.4                                                      | 26.1                                                      | 26.1                                                      | 13.7                                                      | 13.3                                                      | 7.3                                                       | 3.5                                                       | –                                                         | Alții                                                     | Niciuna din opțiuni                                       | Avans                                                     | 3.0 | 3.6  | –    | 3.1  | –    | 0.3  |     |     |   |     |     |     |  |  |     |
| Alpha Research                                           | 25–29 Mar 2023    | 1,013            | 25.9                                                      | 25.4                                                      | 25.4                                                      | 13.8                                                      | 13.6                                                      | 8.2                                                       | 3.9                                                       | –                                                         | 2.3                                                       | 3.1                                                       | –                                                         | 3.8                                                       | 3.7                                                       | 0.5                                                       |     |      |      |      |      |      |     |     |   |     |     |     |  |  |     |
| Market Links                                             | 21–27 Mar 2023    | 1,014            | 25.8                                                      | 27.5                                                      | 27.5                                                      | 15.8                                                      | 13.2                                                      | 8.5                                                       | 2.4                                                       | –                                                         | 2.7                                                       | 3.7                                                       | –                                                         | 0.4                                                       | –                                                         | 1.7                                                       |     |      |      |      |      |      |     |     |   |     |     |     |  |  |     |
| Exacta                                                   | 21–26 Mar 2023    | 1,050            | 26.2                                                      | 25.6                                                      | 25.6                                                      | 13.7                                                      | 12.8                                                      | 7.4                                                       | 3.3                                                       | –                                                         | 2.9                                                       | 3.7                                                       | –                                                         | 4.4                                                       | –                                                         | 0.6                                                       |     |      |      |      |      |      |     |     |   |     |     |     |  |  |     |
| Gallup Arhivat în 30 martie 2023, la Wayback Machine.    | 18–26 Mar 2023    | 1,004            | 26.5                                                      | 26.9                                                      | 26.9                                                      | 13.3                                                      | 13.0                                                      | 7.2                                                       | 3.5                                                       | –                                                         | 3.0                                                       | 3.3                                                       | –                                                         | 3.3                                                       | 4.1                                                       | 0.4                                                       |     |      |      |      |      |      |     |     |   |     |     |     |  |  |     |
| Sova Harris                                              | 18–24 Mar 2023    | 1,000            | 25.9                                                      | 24.6                                                      | 24.6                                                      | 12.8                                                      | 12.6                                                      | 7.8                                                       | 3.9                                                       | –                                                         | 2.9                                                       | 4.1                                                       | –                                                         | 5.4                                                       | –                                                         | 1.3                                                       |     |      |      |      |      |      |     |     |   |     |     |     |  |  |     |
| Mediana                                                  | 17–22 Mar 2023    | 978              | 24.7                                                      | 23.1                                                      | 23.1                                                      | 13.2                                                      | 14.5                                                      | 8.6                                                       | 4.5                                                       | –                                                         | 3.4                                                       | 4.3                                                       | –                                                         | 3.8                                                       | –                                                         | 1.6                                                       |     |      |      |      |      |      |     |     |   |     |     |     |  |  |     |
| CAM                                                      | 16–19 Mar 2023    | 1,021            | 24.7                                                      | 25.7                                                      | 25.7                                                      | 13.8                                                      | 12.5                                                      | 8.1                                                       | 2.8                                                       | –                                                         | 2.9                                                       | 4.0                                                       | 1.2                                                       | 4.3                                                       | 3.2                                                       | 1.0                                                       |     |      |      |      |      |      |     |     |   |     |     |     |  |  |     |
| Nasoca                                                   | 7–14 Mar 2023     | 1,200            | 26.0                                                      | 25.3                                                      | 25.3                                                      | 13.9                                                      | 12.8                                                      | 6.5                                                       | 4.5                                                       | –                                                         | 3.1                                                       | 3.3                                                       | –                                                         | 4.6                                                       | –                                                         | 0.7                                                       |     |      |      |      |      |      |     |     |   |     |     |     |  |  |     |
| Trend                                                    | 6–12 Mar 2023     | 1,003            | 25.6                                                      | 26.5                                                      | 26.5                                                      | 13.6                                                      | 12.9                                                      | 7.6                                                       | 3.6                                                       | –                                                         | 3.1                                                       | 3.5                                                       | –                                                         | 3.6                                                       | 5.1                                                       | 0.9                                                       |     |      |      |      |      |      |     |     |   |     |     |     |  |  |     |
| Gallup Arhivat în 10 martie 2023, la Wayback Machine.    | 24 Feb–3 Mar 2023 | 1,008            | 26.6                                                      | 27.2                                                      | 27.2                                                      | 13.4                                                      | 12.3                                                      | 7.3                                                       | 3.7                                                       | –                                                         | 3.4                                                       | 3.2                                                       | –                                                         | 2.9                                                       | –                                                         | 0.6                                                       |     |      |      |      |      |      |     |     |   |     |     |     |  |  |     |
| Alpha Research                                           | 21–27 Feb 2023    | 1,007            | 25.2                                                      | 26.4                                                      | 26.4                                                      | 13.2                                                      | 11.3                                                      | 7.4                                                       | 3.8                                                       | –                                                         | 3.2                                                       | 3.6                                                       | 1.4                                                       | 4.5                                                       | –                                                         | 1.2                                                       |     |      |      |      |      |      |     |     |   |     |     |     |  |  |     |
| Sova Harris                                              | 20–27 Feb 2023    | 1000             | 27.4                                                      | 25.7                                                      | 25.7                                                      | 11.7                                                      | 10.6                                                      | 9.7                                                       | 3.7                                                       | –                                                         | 3.1                                                       | 3.9                                                       | 0.9                                                       | 2.0                                                       | –                                                         | 1.7                                                       |     |      |      |      |      |      |     |     |   |     |     |     |  |  |     |
| Market Links                                             | 18–27 Feb 2023    | 1,080            | 20.4                                                      | 20.9                                                      | 20.9                                                      | 13.3                                                      | 11.8                                                      | 6.6                                                       | 2.4                                                       | –                                                         | 1.7                                                       | 2.3                                                       | –                                                         | 20.6                                                      | 20.6                                                      | 0.5                                                       |     |      |      |      |      |      |     |     |   |     |     |     |  |  |     |
| Mediana                                                  | 19–24 Feb 2023    | 973              | 24.6                                                      | 22.7                                                      | 22.7                                                      | 11.3                                                      | 12.5                                                      | 8.9                                                       | 4.5                                                       | –                                                         | 3.1                                                       | 3.5                                                       | –                                                         | 2.8                                                       | 6.1                                                       | 1.9                                                       |     |      |      |      |      |      |     |     |   |     |     |     |  |  |     |
| Gallup Arhivat în 17 februarie 2023, la Wayback Machine. | 2–12 Feb 2023     | 808              | 26.1                                                      | 27.1                                                      | 27.1                                                      | 13.4                                                      | 12.3                                                      | 8.6                                                       | 4.2                                                       | 4.2                                                       | 3.9                                                       | –                                                         | –                                                         | 4.4                                                       | –                                                         | 1.0                                                       |     |      |      |      |      |      |     |     |   |     |     |     |  |  |     |
| Trend                                                    | 4–11 Feb 2023     | 1,003            | 25.6                                                      | 24.8                                                      | 24.8                                                      | 12.8                                                      | 11.9                                                      | 8.9                                                       | 4.0                                                       | -                                                         | 3.3                                                       | –                                                         | –                                                         | 3.9                                                       | 4.8                                                       | 0.8                                                       |     |      |      |      |      |      |     |     |   |     |     |     |  |  |     |
| 10 febuarie 2023                                         | 10 febuarie 2023  | 10 febuarie 2023 | PP și DB au anunțat că vor participa împreună la alegeri. | PP și DB au anunțat că vor participa împreună la alegeri. | PP și DB au anunțat că vor participa împreună la alegeri. | PP și DB au anunțat că vor participa împreună la alegeri. | PP și DB au anunțat că vor participa împreună la alegeri. | PP și DB au anunțat că vor participa împreună la alegeri. | PP și DB au anunțat că vor participa împreună la alegeri. | PP și DB au anunțat că vor participa împreună la alegeri. | PP și DB au anunțat că vor participa împreună la alegeri. | PP și DB au anunțat că vor participa împreună la alegeri. | PP și DB au anunțat că vor participa împreună la alegeri. | PP și DB au anunțat că vor participa împreună la alegeri. | PP și DB au anunțat că vor participa împreună la alegeri. | PP și DB au anunțat că vor participa împreună la alegeri. |     |      |      |      |      |      |     |     |   |     |     |     |  |  |     |
| Exacta                                                   | 30 Jan–4 Feb 2023 | 1,050            | 26.6                                                      | 16.4                                                      | 7.3                                                       | 12.8                                                      | 10.0                                                      | 12.2                                                      | 4.2                                                       | 1.1                                                       | 3.2                                                       | –                                                         | 1.1                                                       | 2.3                                                       | 3.0                                                       | 10.2                                                      |     |      |      |      |      |      |     |     |   |     |     |     |  |  |     |
| Market Links                                             | 10–20 Dec 2022    | 1,022            | 22.6                                                      | 16.2                                                      | 8.3                                                       | 12.2                                                      | 10.0                                                      | 9.6                                                       | 2.6                                                       | –                                                         | –                                                         | 2.2                                                       | –                                                         | 16.3                                                      | 16.3                                                      | 6.4                                                       |     |      |      |      |      |      |     |     |   |     |     |     |  |  |     |
| Alpha Research                                           | 1–13 Dec 2022     | 1,023            | 27.6                                                      | 20.9                                                      | 7.7                                                       | 12.3                                                      | 11.8                                                      | 10.0                                                      | 5.1                                                       | –                                                         | –                                                         | –                                                         | –                                                         | 4.7                                                       | –                                                         | 5.7                                                       |     |      |      |      |      |      |     |     |   |     |     |     |  |  |     |
| Exacta                                                   | 5–12 Dec 2022     | 1,050            | 25.2                                                      | 19.0                                                      | 7.4                                                       | 11.5                                                      | 8.9                                                       | 10.2                                                      | 5.2                                                       | –                                                         | –                                                         | 2.7                                                       | –                                                         | 4.5                                                       | 5.4                                                       | 6.2                                                       |     |      |      |      |      |      |     |     |   |     |     |     |  |  |     |
| Trend                                                    | 1–8 Dec 2022      | 1,005            | 25.8                                                      | 19.2                                                      | 7.3                                                       | 11.6                                                      | 11.3                                                      | 9.0                                                       | 4.0                                                       | –                                                         | 3.1                                                       | –                                                         | –                                                         | 3.3                                                       | 5.4                                                       | 6.6                                                       |     |      |      |      |      |      |     |     |   |     |     |     |  |  |     |
| Gallup[nefuncțională – arhivă]                           | 29 Oct–6 Nov 2022 | 809              | 25.5                                                      | 20.8                                                      | 8.0                                                       | 13.1                                                      | 10.5                                                      | 9.4                                                       | 4.5                                                       | –                                                         | –                                                         | 3.1                                                       | –                                                         | 5.1                                                       | –                                                         | 4.7                                                       |     |      |      |      |      |      |     |     |   |     |     |     |  |  |     |
| 2022 election                                            | 2 October 2022    | –                | 24.48                                                     | 19.52                                                     | 7.19                                                      | 13.29                                                     | 9.83                                                      | 8.98                                                      | 4.47                                                      | 0.78                                                      | 3.71                                                      | 0.97                                                      | –                                                         | 5.40                                                      | 3.38                                                      | 4.96                                                      |     |      |      |      |      |      |     |     |   |     |     |     |  |  |     |

## Rezultate
Conform numărătorilor paralele la secțiile de votare eșantionate de către mai multe agenții de votare, rezultatul final a fost o cursă strânsă între GERB-SDS și PP-DB, toți proiectează GERB-SDS ca fiind puțin peste PP-DB. Toate sugerează, de asemenea, că Renașterea, DPS și BSPzB vor intra în adunare și au existat date contradictorii în legătură ITN, unde nu se știe dacă va câștiga sau nu locuri în adunare.
Următorul tabel prezintă rezultatele pe partid. Pragul național de 4% este calculat folosind voturile totale numai pentru partide, și nu totalul voturilor valide, care includ voturi „Niciuna dintre variantele de mai sus” și voturile pentru candidați independenți. Ca atare, ITN câștigă locuri în ciuda faptului că scade sub acest total. Totalurile actuale de locuri sunt estimative și nu sunt confirmate de Comisia Electorală.
| Partid                                 | Partid                                           | Voturi    | %      | Locuri | +/- |
| -------------------------------------- | ------------------------------------------------ | --------- | ------ | ------ | --- |
|                                        | GERB–SDS                                         | 669,361   | 25.42  | 69     | +2  |
|                                        | PP-DB                                            | 619,592   | 23.53  | 64     | -9  |
|                                        | Renașterea                                       | 357,167   | 13.56  | 37     | +10 |
|                                        | Mișcarea pentru Drepturi și Libertăți            | 346,437   | 13.16  | 36     | 0   |
|                                        | BSP pentru Bulgaria                              | 225,814   | 8.57   | 23     | -2  |
|                                        | Există un Astfel de Popor                        | 103,641   | 3.94   | 11     | +11 |
|                                        | Ascensiunea Bulgară                              | 77,804    | 2.95   | 0      | -12 |
|                                        | Stânga!                                          | 56,453    | 2.14   | 0      | Nou |
|                                        | Bulgaria Neutră                                  | 10,495    | 0.40   | 0      | Nou |
|                                        | Împreună                                         | 8,740     | 0.33   | 0      | Nou |
|                                        | Partidul Popular „Adevăr și Numai Adevăr”        | 7,759     | 0.29   | 0      | 0   |
|                                        | Uniunea Conservatoare de Dreapta                 | 7,734     | 0.29   | 0      | 0   |
|                                        | Mișcarea Națională pentru Stabilitate și Progres | 6,759     | 0.26   | 0      | Nou |
|                                        | Afară din NATO și UE                             | 6,572     | 0.25   | 0      | Nou |
|                                        | Vocea Poporului                                  | 5,541     | 0.21   | 0      | 0   |
|                                        | Moralitate, Inițiati-vă și Patriotism            | 3,892     | 0.15   | 0      | 0   |
|                                        | Social Democrația Bulgară - Stânga Europeană     | 2,627     | 0.10   | 0      | 0   |
|                                        | Uniunea Bulgară pentru Democrație Directă        | 2,514     | 0.10   | 0      | 0   |
|                                        | Unificarea Națională Bulgară                     | 2,325     | 0.09   | 0      | 0   |
|                                        | Uniunea Națională Bulgară - Noua Democrație      | 1,752     | 0.07   | 0      | 0   |
|                                        | Partidul Socialist „Calea Bulgară”               | 727       | 0.03   | 0      | Nou |
|                                        | Independenți                                     | 921       | 0.03   | 0      | 0   |
| Niciuna                                | Niciuna                                          | 108,842   | 4.14   | –      | –   |
| Total                                  | Total                                            | 2,633,469 | 100.00 | 240    | 0   |
|                                        |                                                  |           |        |        |     |
| Voturi valide                          | Voturi valide                                    | 2,638,224 | 98.46  |        |     |
| Voturi invalide/albe                   | Voturi invalide/albe                             | 41,370    | 1.54   |        |     |
| Voturi totale                          | Voturi totale                                    | 2,679,594 | 100.00 |        |     |
| Votanți înregistrați/prezența          | Votanți înregistrați/prezența                    | 6,594,593 | 40.63  |        |     |
| Sursă: Comisia Electorală din Bulgaria |                                                  |           |        |        |     |

### Demografia votului
Sondajul exit-poll al Alpha Research a sugerat următoarea defalcare demografică. Partidele care au obținut sub 4% din voturi sunt incluse în „Altele”.
| Datele demografice ale alegătorilor în procente | Datele demografice ale alegătorilor în procente | Datele demografice ale alegătorilor în procente | Datele demografice ale alegătorilor în procente | Datele demografice ale alegătorilor în procente | Datele demografice ale alegătorilor în procente | Datele demografice ale alegătorilor în procente | Datele demografice ale alegătorilor în procente | Datele demografice ale alegătorilor în procente | Datele demografice ale alegătorilor în procente | Datele demografice ale alegătorilor în procente |     |     |     |
| Grup social                                     | GERB                                            | PP–DB                                           | Renașterea                                      | DPS                                             | BSP                                             | ITN                                             | BV                                              | Levitsata!                                      | Alții                                           | Avans                                           |     |     |     |
| ----------------------------------------------- | ----------------------------------------------- | ----------------------------------------------- | ----------------------------------------------- | ----------------------------------------------- | ----------------------------------------------- | ----------------------------------------------- | ----------------------------------------------- | ----------------------------------------------- | ----------------------------------------------- | ----------------------------------------------- | --- | --- | --- |
| Grup social                                     | Rezultate exit-poll                             | 25.7                                            | 25.1                                            | 13.9                                            | 13.6                                            | 9.0                                             | 3.9                                             | 3.0                                             | Alții                                           | Avans                                           | 2.3 | 3.5 | 0.6 |
| Rezultat final                                  | 26.6                                            | 24.7                                            | 14.2                                            | 13.4                                            | 9.0                                             | 4.1                                             | 3.1                                             | 2.3                                             | 2.6                                             | 1.9                                             |     |     |     |
| Gender                                          |                                                 |                                                 |                                                 |                                                 |                                                 |                                                 |                                                 |                                                 |                                                 |                                                 |     |     |     |
| Bărbați                                         | 25                                              | 24                                              | 15                                              | 14                                              | 9                                               | 5                                               | 3                                               | 2                                               | 3                                               | 1                                               |     |     |     |
| Femei                                           | 26                                              | 27                                              | 13                                              | 11                                              | 11                                              | 3                                               | 2                                               | 3                                               | 4                                               | 1                                               |     |     |     |
| Vârstă                                          |                                                 |                                                 |                                                 |                                                 |                                                 |                                                 |                                                 |                                                 |                                                 |                                                 |     |     |     |
| 18–30                                           | 19                                              | 34                                              | 15                                              | 15                                              | 4                                               | 8                                               | 1                                               | 2                                               | 2                                               | 15                                              |     |     |     |
| 30–60                                           | 27                                              | 28                                              | 15                                              | 13                                              | 6                                               | 4                                               | 3                                               | 2                                               | 2                                               | 1                                               |     |     |     |
| 60+                                             | 30                                              | 20                                              | 8                                               | 10                                              | 23                                              | 2                                               | 2                                               | 3                                               | 2                                               | 7                                               |     |     |     |
| Nivelul de educație                             |                                                 |                                                 |                                                 |                                                 |                                                 |                                                 |                                                 |                                                 |                                                 |                                                 |     |     |     |
| Educație primară                                | 16                                              | 7                                               | 7                                               | 49                                              | 14                                              | 3                                               | 1                                               | 1                                               | 3                                               | 33                                              |     |     |     |
| Educație medie                                  | 29                                              | 20                                              | 15                                              | 15                                              | 11                                              | 3                                               | 3                                               | 1                                               | 3                                               | 9                                               |     |     |     |
| Educație înaltă                                 | 27                                              | 35                                              | 14                                              | 3                                               | 9                                               | 3                                               | 3                                               | 2                                               | 4                                               | 8                                               |     |     |     |
| Grup etnic                                      |                                                 |                                                 |                                                 |                                                 |                                                 |                                                 |                                                 |                                                 |                                                 |                                                 |     |     |     |
| Bulgari                                         | 27                                              | 28                                              | 15                                              | 1                                               | 13                                              | 5                                               | 4                                               | 3                                               | 4                                               | 1                                               |     |     |     |
| Turci                                           | 7                                               | 6                                               | 0                                               | 82                                              | 3                                               | 1                                               | 0                                               | 0                                               | 1                                               | 75                                              |     |     |     |
| Romi                                            | 20                                              | 8                                               | 10                                              | 40                                              | 12                                              | 4                                               | 0                                               | 1                                               | 5                                               | 20                                              |     |     |     |
| Localitate                                      |                                                 |                                                 |                                                 |                                                 |                                                 |                                                 |                                                 |                                                 |                                                 |                                                 |     |     |     |
| Orășele și sate                                 | 24                                              | 12                                              | 6                                               | 39                                              | 13                                              | 1                                               | 2                                               | 1                                               | 2                                               | 15                                              |     |     |     |
| Orașe mici                                      | 29                                              | 20                                              | 13                                              | 9                                               | 16                                              | 4                                               | 3                                               | 2                                               | 4                                               | 9                                               |     |     |     |
| Orașe mari                                      | 27                                              | 29                                              | 16                                              | 4                                               | 10                                              | 4                                               | 3                                               | 3                                               | 4                                               | 2                                               |     |     |     |
| Sofia                                           | 26                                              | 42                                              | 12                                              | 1                                               | 7                                               | 3                                               | 3                                               | 3                                               | 3                                               | 16                                              |     |     |     |

## Urmări

### Acuzații de nereguli la numărătoarea voturilor
Potrivit Comisiei Electorale Centrale, 22% din protocoalele electorale au fost introduse incorect, iar unii membri ai PP–DB au arătat exemple de numărare greșită a voturilor.

### Formarea guvernului
Conform Constituției Bulgariei, președintele Bulgariei Rumen Radev trebuie să predea un mandat pentru formarea guvernului celui mai mare partid, GERB. Dacă nu propun un guvern în termen de șapte zile sau dacă acel guvern este respins de Parlamentul bulgar, președintele Radev va preda al doilea mandat celui de-al doilea partid ca mărime, PP-DB. Dacă nici cel de-al doilea mandat nu reușește să formeze un guvern, președintele va acorda un al treilea mandat unui partid la alegerea sa. Dacă niciun guvern nu este aprobat de Parlament după ce au fost returnate toate cele trei mandate, vor fi programate noi alegeri. 
Andrius Tursa, un consultant de risc politic de la Teneo, a comentat că „un guvern tehnocrat temporar sau un alt [al șaselea] vot rămân cele mai probabile rezultate ale alegerilor”, deoarece marja de victorie a GERB a fost prea mică pentru ca ei să conducă, dar suficient de mare încât coaliția ar putea guverna fără ele, menținând efectiv blocajul politic de ani de zile. Acest potențial guvern tehnocrat ar putea fi susținut atât de GERB-SDS, cât și de PP-DB pentru a adopta un buget pentru anul și a aborda creșterea inflației și a costului vieții în țară. La scurt timp după alegeri, Kiril Petkov și Asen Vasilev au anunțat că partidul lor nu va sprijini un guvern propus de GERB. Acest lucru a fost reafirmat trei zile mai târziu, când toți cei patru co-lideri ai PP-DB au anunțat că niciunul dintre partidele din coaliție nu va sprijini un guvern propus de GERB sau unul care includea GERB. În ciuda acestui fapt, Borisov a declarat în mod repetat că rezultatul său preferat ar fi un guvern între cele două partide. Singura formă de cooperare între cele două grupuri, la care PP-DB a fost deschis, a ca GERB să ofere sprijin pentru un guvern propus de PP-DB. În timpul negocierilor, Borisov a cerut ca, dacă doresc sprijinul GERB, PP-DB trebuia să anunțe public guvernul propus. Când au făcut-o, Borisov a criticat includerea membrilor PP ca miniștri, a sugerat includerea miniștrilor GERB-SDS și a început negocierile cu celelalte partide a doua zi. Nikolay Denkov a declarat că negocierile cu GERB cu privire la membrii cabinetului nu vor avea loc. În urma primului mandat acordat candidatului GERB, PP-DB a reafirmat că nu îl vor susține.
O altă posibilitate este ca GERB și DPS să coopereze cu BSP, lucru pe care Borisov nu l-a exclus. Acest lucru a fost denumit, în special de către susținătorii PP-DB, „coaliția Magnitsky”, în urma sancțiunilor Magnitsky care i-au incriminat pe parlamentari din toate cele trei partide. Ninova și alți membri seniori ai BSP au declarat că BSP este deschis la discuții cu toată lumea, dar se vor consulta cu membrii partidului înainte de a se lua o decizie dacă aceștia ar sprijini un potențial guvern sau nu. Când au început negocierile pentru formarea guvernamentală, Ninova a declarat că nu va sprijini un guvern GERB, decât dacă i se va oferi în mod expres să se alăture unei coaliții, caz în care își va consulta partidul. Borisov a spus la rândul său că, dacă PP-DB nu și-ar sprijini guvernul, el ar putea guverna cu BSP și DPS în anumite condiții. La scurt timp după ce a fost dat primul mandat la GERB, Ninova a anunțat că partidul ei nu îl va sprijini.
După un impas de trei zile, Adunarea Națională l-a aprobat pe Rosen Zhelyazkov de la GERB în calitate de purtător de cuvânt pe 19 aprilie, permițând începerea oficială a discuțiilor de formare a guvernului. Zhelyazkov a fost susținut de GERB-SDS și PP-DB, care au convenit ca fiecare dintre ei să-și păstreze controlul asupra purtătorului de cuvânt timp de trei luni. Pe 10 mai, GERB a anunțat că nominalizata lor pentru postul de premier este Mariya Gabriel, comisarul european al Bulgariei. Președintele Radev i-a dat primul mandat pe 15 mai. Gabriel a încercat să-i cucerească pe unii dintre membrii PP-DB făcând concesii coaliției, inclusiv propunând înlăturarea lui Ivan Geshev din funcția de procuror șef. Cu toate acestea, PP-DB a rămas ferm în a refuza orice negociere cu GERB. În plus, Geshev a declarat că un individ de rang înalt nenumit i-a cerut demisia și i-a înmânat actele de demisie, pe care le-a rupt în fața lor.
Pe 22 mai, GERB–SDS și PP–DB au anunțat că au ajuns la un acord surpriză de împărțire a puterii (în așteptarea aprobării de către parlamentari ai ambelor entități) pentru cel puțin 18 luni, prin care mandatul de premier va fi schimbat între cele două. Potrivit Financial Times, „în conformitate cu acordul de împărțire a puterii, Nikolai Denkov, fost ministru al educației, din PP-DB, va deveni prim-ministru, [Mariya] Gabriel fiind adjunct și ministru de externe. Gabriel va prelua funcția de premier după nouă luni, când partidele își rotesc conducerea.” Acordul a fost motivat de dorința de a pune capăt blocajului care a dus la mai multe alegeri anticipate neconcludente de-a lungul a doi ani, de a se apropia de îndeplinirea cerințelor de apartenență la zona euro și de a implementa votul electronic, precum și o reformă constituțională și judiciară cuprinzătoare. Kiril Petkov, unul dintre liderii PP-DB, și-a cerut totuși scuze celor care l-au votat pe baza unei promisiuni de a nu face o coaliție cu GERB. Potrivit unui alt raport, deși Bulgaria Democratică (parte a PP-DB) era probabil să susțină viitorul guvern, ar face acest lucru fără a participa la acesta cu miniștrii din cauza opoziției lor față de rotația premierului.
Pe 26 mai 2023, Radostin Vasiliev, un fost deputat ITN care a fondat Mișcarea Civică Bulgaria Puternică, a lansat un fragment video în care se pare că Kiril Petkov și Asen Vasilev lucrează pentru a-l ține pe Borisov departe de un proces și acceptând numirea serviciilor de securitate cheie cu aprobarea organizațiilor străine (în special UE și SUA). El a mai anunțat că părăsește grupul PP-DB și va vota împotriva guvernului rotativ Denkov-Gabriel, îndemnând colegii parlamentari din PP să voteze și împotriva acestuia. Difuzarea casetelor a declanșat apeluri ale parlamentarilor GERB de a renegocia anumite elemente ale acordurilor cu PP-DB, în special în ceea ce privește componența Guvernului lui Denkov. Pe 27 mai, Mariya Gabriel, candidatul pentru postul de premier al GERB, care a condus negocierile cu PP, a anunțat că negocierile guvernamentale dintre GERB și PP au fost suspendate din cauza pierderii încrederii în urma difuzării conținutului casetei video, care includea liderii PP recunoscând că au dorit să reducă influența GERB în cadrul serviciului public. GERB a anunțat că ar fi dispus să reia discuțiile guvernamentale cu PP, dacă se angajează să formeze un guvern compus din „experți, în care ambele părți să aibă încredere”. Pe 27 mai, Nikolay Denkov (candidatul premierului pentru PP) a confirmat că, în ciuda suspendării discuțiilor, este încă în discuții cu Mariya Gabriel și că speră să reia negocierile oficiale atunci când al doilea mandat va fi depus oficial.
Pe 28 mai, Democrații pentru o Bulgarie Puternică și-a anunțat sprijinul deplin pentru Nikolay Denkov în calitate de prim-ministru, indicând că Bulgaria Democratică este înclinată să sprijine guvernul.
Pe 29 mai, președintele Rumen Radev i-a înmânat cel de-al doilea mandat candidatului la postul de prim-ministru al PP-DB lui Nikolay Denkov, îndemnându-l pe Denkov să returneze al doilea mandat neîndeplinit din cauza pierderii încrederii cauzate de înregistrările scurse. Această declarație a fost criticată de PP-DB ca fiind neconstituțională și a condus la un protest în fața clădirii prezidențiale, cu solicitări ca Radev să fie destituit, precum și reducerea puterilor Președinției. De asemenea, au avut loc proteste contra în sprijinul președintelui Radev.
Pe 31 mai, GERB și PP–DB au anunțat că au redeschis discuțiile despre formarea guvernului, având loc întâlniri între principalii lideri PP–DB și GERB.
Pe 2 iunie, Nikolay Denkov (candidatul pentru postul de premier al PP-DB) a confirmat că s-a ajuns la un acord cu privire la componența guvernului, având loc unele modificări pentru a „elimina personalitățile politice, inflamatorii și de a da guvernului o perspectivă mai expertă”. El a confirmat, de asemenea, că noua componență a fost aprobată de toți membrii constitutivi ai PP-DB. În acea zi a avut loc și o întâlnire cu Mișcarea pentru Drepturi și Libertăți, unde s-au discutat modificări ale constituției. După această întâlnire, DPS a confirmat că nu vor „împiedica” formarea guvernului Denkov-Gabriel și că vor sprijini continuarea discuțiilor pentru a face modificări constituționale.
Guvernul lui Denkov a fost învestit de parlament pe 6 iunie.